# Sin After Sin
Sin After Sin es el tercer álbum de estudio de la banda británica de heavy metal Judas Priest, publicado en 1977 por CBS Records para el Reino Unido y por Columbia Records para el mercado estadounidense. Es el primer y único trabajo de estudio con el baterista Simon Phillips, que entró a la banda con solo 19 años de edad.
Su nombre proviene de las líricas del tema «Genocide» del álbum anterior y se caracteriza por letras oscuras que abarca los pecados de la humanidad y la religión. Musicalmente Sin After Sin introdujo la combinación del doble bombo con ritmos rápidos en semicorchea de bajo y guitarra, que llegó a definir el género. A su vez, según la crítica especializada los temas «Call for the Priest» y «Dissident Aggressor» son considerados como los primeros escalones del speed metal y del thrash metal respectivamente.
Por otro lado, fue la primera producción de la banda en ser remasterizada —de una serie lanzada en el año 2001— que contó con dos pistas adicionales; «Race With the Devil», cover de los ingleses The Gun y una versión en vivo de «Jawbreaker» grabada en 1984.

## Antecedentes y producción
Tras los buenos resultados que generó el disco Sad Wings of Destiny el año anterior, el sello CBS Records les ofreció un contrato discográfico que fue firmado a fines de 1976 con la ayuda de su nuevo representante Dave Hemmings. Por su parte, Paul Atkinson representante artists and repertoire de varias casas discográficas en los Estados Unidos, se interesó en ellos y a principios de 1977 les consiguió un contrato con Columbia Records para la distribución de sus discos en ese país.
Con la idea de potenciar a la banda CBS les otorgó 60 000 libras esterlinas para costear la producción y el arriendo del estudio de grabación. En un principio la producción iba a quedar a cargo de los propios miembros de la banda, sin embargo, el sello decidió contratar a un productor más experimentado con el fin de obtener un mejor sonido. Por ello, contrataron al bajista de Deep Purple Roger Glover, ya que hasta ese entonces había trabajado en dicha labor en los discos de Nazareth y Elf, entre otros. Finalmente el disco fue coproducido por Glover y la banda con algunas discusiones entre ellos, ya que en un principio ninguno de ellos hacía caso a las opiniones del otro.

## Grabación
En diciembre de 1976 y a un mes de iniciar el proceso de grabación, el batería Alan Moore dejó la banda sin certeza clara del porqué; según Roger Glover él era inadecuado para el sonido que poseía la agrupación y por ello lo dejaron partir. Para suplantarlo, Glover contactó al joven batería de 19 años de edad Simon Phillips que por ese entonces ya era músico de sesión. Junto a él, la banda se trasladó a los Pinewood Studios de Londres para escribir las primeras maquetas del disco.
En enero de 1977 y con la gran mayoría de las canciones escritas iniciaron la grabación en los estudios Ramport, cuyo dueño era la banda The Who. Allí colaboraron con ellos los ingenieros de sonido Judy Szekely, Neil Hornby y Dave Bellotti, que eran responsables de las producciones de artistas como The Who, Ringo Starr, Thin Lizzy y Mountain. Además, a fines de dicho mes ingresó al equipo de ingenieros Tom Allom, que posteriormente trabajó como productor en todos los discos de la banda entre los años 1979 y 1988. Tras concluir el proceso de grabación, todos los temas fueron mezclados en los Wessex Studios en Highbury, Londres durante febrero.

## Lanzamiento y promoción
Se lanzó el 23 de abril de 1977 en varios países europeos a través de CBS Records, mientras que para los Estados Unidos y Canadá por el sello Columbia, y para Japón fue publicado por Epic Records. Además, gracias a su contrato con dichas casas discográficas se convirtió en el primer long play de la banda en llegar a Australia y a algunos países latinoamericanos como Argentina. A los pocos días de su salida al mercado también se convirtió en su primer álbum en posicionarse en la lista británica UK Albums Chart en el puesto 23 y de igual manera llegó hasta la posición 49 en Suecia. Para el año 1989 el organismo Recording Industry Association of America certificó al álbum con disco de oro, tras vender más de 500 000 copias en los Estados Unidos.
Para promocionarlo se publicó el sencillo «Diamonds & Rust» —original de Joan Báez— que había sido grabado durante las sesiones de Sad Wings of Destiny, pero que fue descartada a las pocas semanas de su lanzamiento. Posteriormente, fue retomado por Roger Glover ya que según él; «...encajaba perfecto con el resto de las canciones del disco y que además el mismo sello me lo había pedido». A pesar de que no obtuvo un gran suceso en las listas mundiales, es hasta el día de hoy un gran éxito en las radios dedicadas al rock y es uno de sus temas más interpretados en sus conciertos en vivo. Por otro lado, solo para el mercado japonés se publicó en el mismo mes el sencillo «Dissident Aggressor», que para el resto del mundo había sido incluido como lado B del tema anterior. Por último, en abril, un día antes del lanzamiento del disco iniciaron la gira promocional Sin After Sin Tour en Cambridge, Inglaterra, y que culminó el 7 de octubre del mismo año en Suiza.

## Portada
Tras firmar su nuevo contrato discográfico, los miembros de la banda conocieron al director de arte de CBS Rosław Szaybo, que creó el logo característico de los ingleses años más tarde. Con la misión de supervisar las ilustraciones artísticas de las bandas del sello, Szaybo convocó al artista inglés Bob Carlos-Clarke para que creara la portada del disco, que por ese entonces era conocido por fotografiar a mujeres desnudas o con poca ropa. Carlos-Clarke fue el responsable del concepto, la pintura y la fotografía del disco, cuya imagen principal es un mausoleo adornado con símbolos de cobras, alas de águilas y un cráneo con ojos brillantes en el medio de este. Al costado derecho le agregó la silueta de una mujer sentada en el piso y por el otro costado a una criatura humanoide surgiendo desde el mar. Por su parte, el sello CBS adquirió los derechos de utilizar el logo creado por John Pasche, que le dio a la portada un tono más gótico.

## Versiones
Una de las primeras canciones versionadas por otros artistas fue «Dissident Aggresor», que la grabó la banda Slayer para su disco South of Heaven de 1988. De igual manera dicha canción la grabaron los estadounidenses Forbidden para el álbum tributo A Tribute to Judas Priest: Legends of Metal, Volume 2. Por su parte, «Diamonds & Rust» ha sido versionada por Great White y Thunderstone para las producciones Hell Bent Forever: A Tribute to Judas Priest y A Tribute to the Priest respectivamente.
En 1997 el músico canadiense Devin Townsend versionó «Sinner», que se agregó en el disco A Tribute to Judas Priest: Legends of Metal, Volume 1. En 2001 los suecos Arch Enemy grabaron «Starbreaker» como pista adicional de su disco Wages of Sin solo para el mercado japonés y posteriormente la agregaron en el disco bonus A Collection of Rare & Unreleased Songs from the Arch Enemy Vault.

## Lista de canciones
| N.º | Título                                 | Escritor(es)             | Duración |  |
| 1.  | «Sinner»                               | Halford, Tipton          | 6:43     |  |
| 2.  | «Diamonds & Rust» (cover de Joan Báez) | Joan Báez                | 3:23     |  |
| 3.  | «Starbreaker»                          | Downing, Halford, Tipton | 4:47     |  |
| 4.  | «Last Rose of Summer»                  | Halford, Tipton          | 5:38     |  |
| 5.  | «Let Us Prey/Call for the Priest»      | Downing, Halford, Tipton | 6:14     |  |
| 6.  | «Raw Deal»                             | Halford, Tipton          | 5:58     |  |
| 7.  | «Here Come the Tears»                  | Halford, Tipton          | 3:36     |  |
| 8.  | «Dissident Aggressor»                  | Downing, Halford, Tipton | 3:06     |  |

| Pistas adicionales en reedición de 2001 |                                                                                         |                          |          |  |
| N.º                                     | Título                                                                                  | Escritor(es)             | Duración |  |
| 9.                                      | «Race With the Devil» (cover de The Gun, grabado durante las sesiones de Stained Class) | Adrian Gurvitz           | 3:06     |  |
| 10.                                     | «Jawbreaker» (en vivo grabado en Long Beach (California), 5 de mayo de 1984)            | Downing, Halford, Tipton | 4:00     |  |

## Músicos
- Rob Halford: voz
- K.K. Downing: guitarra eléctrica
- Glenn Tipton: guitarra eléctrica y coros
- Ian Hill: bajo
- Simon Phillips: batería (músico adicional)